# Myriotrema neoterebrans
Myriotrema neoterebrans är en lavart som beskrevs av Frisch. Myriotrema neoterebrans ingår i släktet Myriotrema och familjen Graphidaceae.   Inga underarter finns listade i Catalogue of Life.